# Léon Jacquard

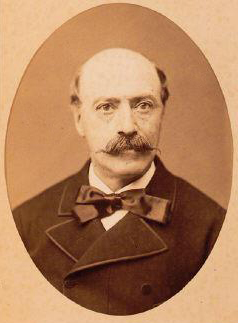
Léon Jacquard, Fotografie von Pierre Petit

Léon Jean Jacquard (* 3. November 1826 in Paris; † 27. März 1886 ebenda) war ein französischer Cellist und Komponist.

## Leben
Jacquard studierte am Pariser Konservatorium, wo er Schüler von  Louis-Pierre Norblin war. 1855 wurde er Mitglied des im selben Jahr gegründeten Streichquartetts Société Armingaud et Jacquard. 1876 heiratete er die Pianistin Laure Bedel (1846–1897) und wurde 1877 Professor am Konservatorium.
Zu seinen Schülern und Freunden zählten Henri Vieuxtemps, Anton Rubinstein und Charles-Valentin Alkan.
Édouard Lalo widmete Jacquard sein Allegro für Violoncello und Klavier op. 16.